# Magnolia multiflora
Magnolia multiflora är en magnoliaväxtart som beskrevs av M.C.Wang och C.L.Min. Magnolia multiflora ingår i släktet Magnolia och familjen magnoliaväxter. Inga underarter finns listade i Catalogue of Life.